# Wilhelm von Haidinger
Wilhelm Karl Ritter von Haidinger, född 5 februari 1795 i Wien, död där 19 mars 1871, var en österrikisk mineralog, son till mineralogen Karl Haidinger (1756-97). 
Haidinger gjorde 1822-27 mineralogiska studieresor i västra, södra och norra Europa och verkade 1827-40 som ledare för sina bröders porslinsfabrik, i Elbogen, Böhmen, utan att åsidosätta sin forskning. Han efterträdde 1840 Friedrich Mohs som föreståndare för mineraliesamlingen i Wien. Åren 1843-49 höll han offentliga föreläsningar i sin vetenskap och var 1849-68 chef för den genom hans ihärdiga strävanden stiftade Geologische Reichsanstalt, som genom hans verksamhet vann erkännande i hela den vetenskapliga världen.
Enbart i Österrikiska vetenskapsakademiens publikationer offentliggjorde han 1847-69 mer än 220 avhandlingar och i den av honom grundlagda Naturvetenskapsvännernas förenings "Naturwissenschaftliche Abhandlungen" (1847-50) och "Berichte" (1847-50), vilka han redigerade, över 150 artiklar. Därjämte utgav han flera större arbeten, såsom Bericht über die Mineraliensammlung der Hofkammer (1843) och Handbuch der bestimmenden Mineralogie (1845-46). Bland hans viktigaste arbeten kan nämnas undersökningar över mineralens s.k. pseudomorfoser och optiska egenskaper, bearbetning av Mohs mineralogiska system, en geologisk översiktskarta över Österrike, studier över pleokroiska kristaller och ljusets polarisation, forskning om meteoriter o.s.v. Han strävade särskilt efter att införa en fast nomenklatur inom mineralogin.

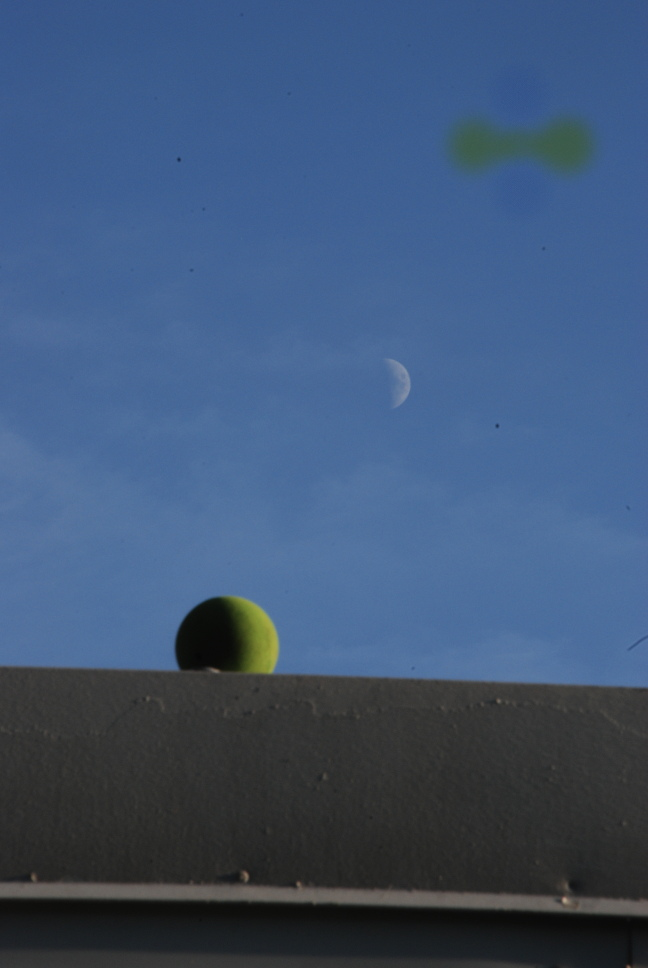
Ett montage av hur Haidingers knippe kan uppfattas.

Haidinger var den förste som lade märke till att det mänskliga ögat har en viss förmåga att avgöra om ljus är polariserat, och också vilken polarisationsriktningen är för polariserat ljus. Det fenomen han upptäckte, kallat Haidingers polarisationsknippe, är en ytterst svag subjektiv bild, som ser ut som en propeller som är utsträckt i den riktning som ljusvågens magnetiska komponent har. Man kan iaktta den om man när solen står lågt hastigt riktar blicken högt upp mot den klara himlen, eller om man betraktar en vit yta på en LCD-bildskärm och samtidigt vickar huvudet åt vänster och höger. Förklaringen till fenomenet är att det i ögats gula fläck finns blåkänsliga tappar som innehåller koncentriskt orienterade molekyler av xantofyll. Deras konjugerade dubbelbindningar erbjuder elektroner rörelsemöjlighet bara i vissa specifika riktningar och omöjliggör därför ljusutbredning för vissa polarisationsplansorienteringar.
Haidinger blev 1842 korresponderande medlem av Preussiska vetenskapsakademin och invaldes 1858 som utländsk ledamot av Kungliga Vetenskapsakademien.